# România la Jocurile Olimpice de vară din 1980

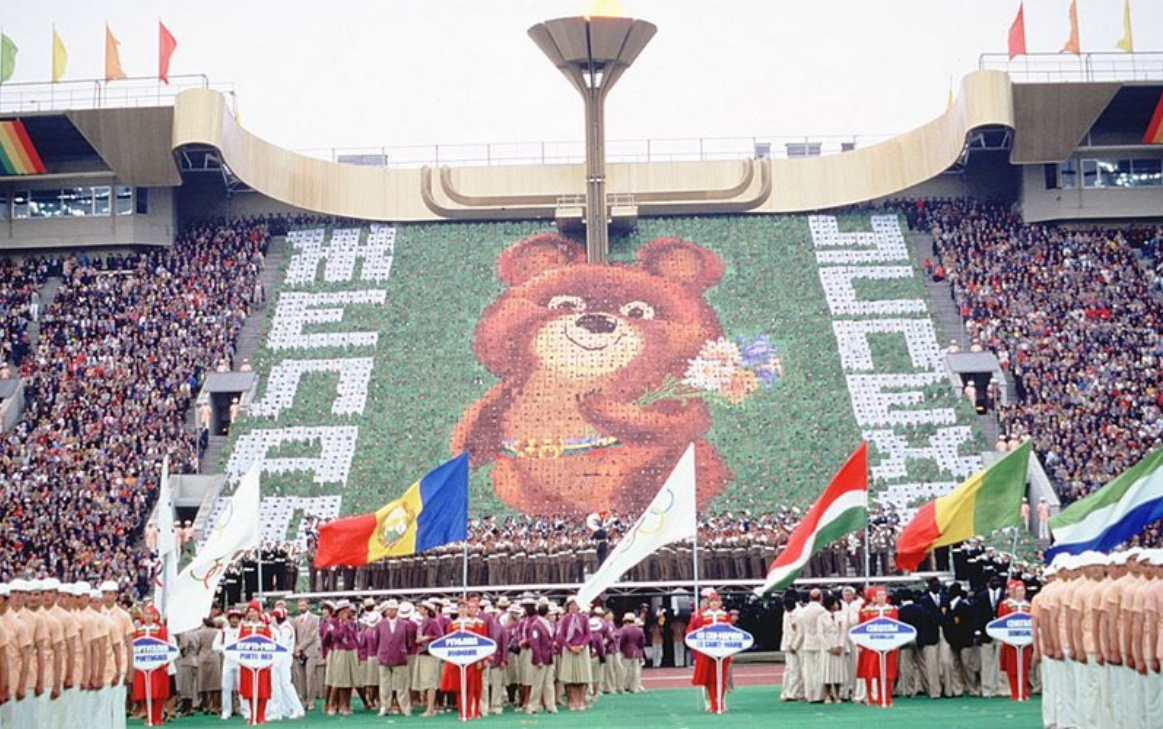
Ceremonia de deschidere

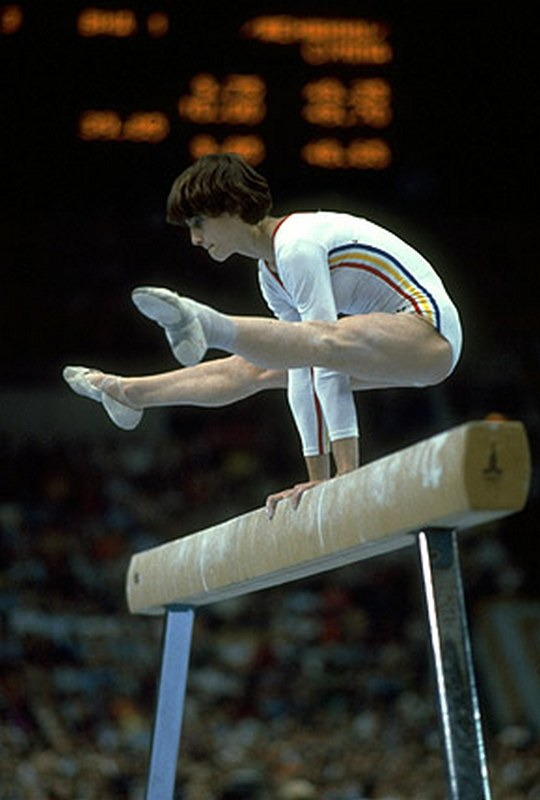
Nadia Comăneci

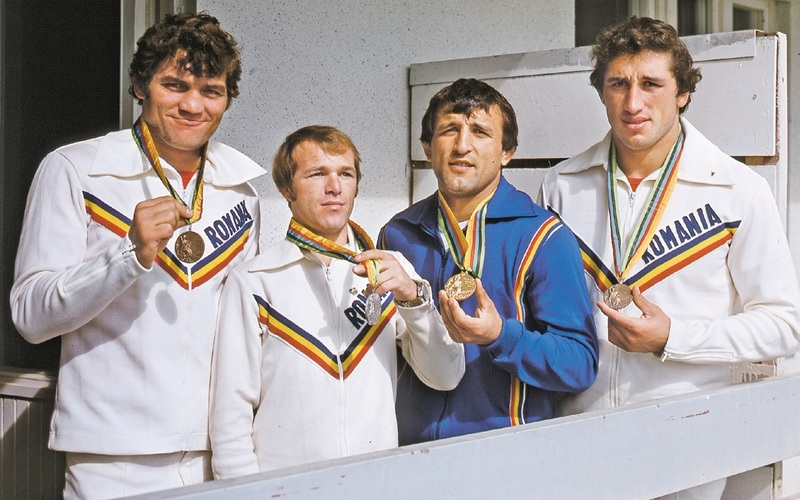
Petre Dicu, Constantin Alexandru, Ștefan Rusu și Vasile Andrei

România a participat la Jocurile Olimpice de vară din 1980 care au avut loc la Moscova, URSS, în perioada 19 iulie - 3 august 1980. 228 de competitori, 154 de bărbați și 74 de femei, au luat parte la 135 de evenimente sportive în cadrul a 20 de sporturi. Luptătorul Vasile Andrei a fost portdrapelul României la ceremonia de deschidere.

## Medaliați

### Aur
- Toma Simionov și Ivan Patzaichin — kaiac-canoe, C2, 1000m
- Nadia Comăneci — gimnastică, bârnă
- Nadia Comăneci — gimnastică, sol
- Sanda Toma — canotaj, simplu vâsle
- Corneliu Ion — tir, pistol viteză individual
- Ștefan Rusu — lupte greco-romane (68 kg)

### Argint
- Vasile Dîba, Nicușor Eșanu, Ion Geantă și Mihai Zafiu — kaiac-canoe, K4, 1000m
- Petre Capusta și Ivan Patzaichin — kaiac-canoe, C2, 500m
- Nadia Comăneci — gimnastică, individual compus
- Emilia Eberle — gimnastică, paralele inegale
- Nadia Comăneci, Rodica Dunca, Emilia Eberle, Melita Rühn și Dumitrița Turner — gimnastică, echipe
- Constantin Alexandru — lupte greco-romane (48 kg)

### Bronz
- Dumitru Cipere — box, cat.cocoș (54 kg)
- Valentin Silaghi — box, cat.mijlocie (75 kg)
- Vasile Dîba — caiac, 500m
- Ion Bîrlădeanu — caiac, 1000m
- Anghelache Donescu, Petre Roșca și Dumitru Velicu — călărie dresaj, echipe
- Melita Rühn — gimnastică, sărituri
- Melita Rühn — gimnastică, paralele
- Ștefan Birtalan, Iosif Boroș, Adrian Cosma, Cezar Drăgăniță, Marian Dumitru, Cornel Durău, Alexandru Fölker, Claudiu Ionescu, Nicolae Munteanu, Vasile Stîngă, Lucian Vasilache, Neculai Vasilcă, Radu Voina și Maricel Voinea — handbal, echipe
- Olga Homeghi și Valeria Răcilă — canotaj, dublu vâsle
- Angelica Aposteanu, Elena Bondar, Florica Bucur, Rodica Pușcatu, Maria Constantinescu, Elena Dobrițoiu, Ana Iliuță, Marlena Zagoni-Predescu și Rodica Frîntu — canotaj, 8+1
- Marius Căta-Chițiga, Valter-Corneliu Chifu, Laurențiu Dumănoiu, Günther Enescu, Dan Gîrleanu, Sorin Macavei, Viorel Manole, Florin Mina, Corneliu Oros, Neculae Pop, Constantin Sterea și Nicu Stoian — volei, echipe
- Petre Dicu - lupte greco-romane 90 kg
- Vasile Andrei — lupte greco-romane 100 kg

## Atletism
Probe pe șosea și pistă
| Atlet                                                                                         | Probă            | Serie   | Serie | Sferturi     | Sferturi     | Semifinală   | Semifinală   | Finală       | Finală       |
| Atlet                                                                                         | Probă            | Timp    | Loc   | Timp         | Loc          | Timp         | Loc          | Timp         | Loc          |
| --------------------------------------------------------------------------------------------- | ---------------- | ------- | ----- | ------------ | ------------ | ------------ | ------------ | ------------ | ------------ |
| Horia Toboc                                                                                   | 400 m            | 49,90   | 5     | nu a avansat | nu a avansat | nu a avansat | nu a avansat | nu a avansat | nu a avansat |
| Horia Toboc                                                                                   | 400 m garduri    | 50,89   | 6     | N/A          | N/A          | 50,58        | 3            | 49,84        | 6            |
| Ilie Floroiu                                                                                  | 5000 m           | NS      | –     | N/A          | N/A          | nu a avansat | nu a avansat | nu a avansat | nu a avansat |
| Ilie Floroiu                                                                                  | 10 000 m         | 29:03,1 | 5     | N/A          | N/A          | N/A          | N/A          | 28:16,3      | 10           |
| Vasile Bichea                                                                                 | 3000 m obstacole | 8:35,4  | 3     | N/A          | N/A          | 8:24,3       | 3            | 8:23,9       | 9            |
| Paul Copu                                                                                     | 3000 m obstacole | 8:45,6  | 7     | N/A          | N/A          | 8:45,0       | 11           | nu a avansat | nu a avansat |
| Nicolae Voicu                                                                                 | 3000 m obstacole | 8:49,0  | 9     | N/A          | N/A          | nu a avansat | nu a avansat | nu a avansat | nu a avansat |
| Nicoleta Lia                                                                                  | 200 m            | 24,54   | 6     | nu a avansat | nu a avansat | nu a avansat | nu a avansat | nu a avansat | nu a avansat |
| Maria Samungi                                                                                 | 400 m            | 52,89   | 4     | N/A          | N/A          | nu a avansat | nu a avansat | nu a avansat | nu a avansat |
| Niculina Lazarciuc                                                                            | 400 m            | 52,52   | 5     | N/A          | N/A          | nu a avansat | nu a avansat | nu a avansat | nu a avansat |
| Elena Tărîță                                                                                  | 400 m            | 52,96   | 5     | N/A          | N/A          | nu a avansat | nu a avansat | nu a avansat | nu a avansat |
| Fița Lovin                                                                                    | 800 m            | 2:00,2  | 2     | N/A          | N/A          | 1:59,2       | 4            | nu a avansat | nu a avansat |
| Doina Beșliu                                                                                  | 800 m            | 2:01,9  | 3     | N/A          | N/A          | 2:00,8       | 6            | nu a avansat | nu a avansat |
| Ileana Silai                                                                                  | 1500 m           | 4:04,7  | 6     | N/A          | N/A          | N/A          | N/A          | 4:03,0       | 8            |
| Natalia Mărășescu                                                                             | 1500 m           | 4:05,9  | 4     | N/A          | N/A          | N/A          | N/A          | 4:04,8       | 9            |
| Maricica Puică                                                                                | 1500 m           | 4:01,7  | 5     | N/A          | N/A          | N/A          | N/A          | 4:01,3       | 7            |
| Ibolya Korodi Niculina Lazarciuc Maria Samungi Elena Tărîță Nicoleta Lia (NS) Fița Lovin (NS) | 4×400 m          | 3:29,8  | 4     | N/A          | N/A          | N/A          | N/A          | 3:27,7       | 4            |

Probe pe teren
| Atlet               | Probă    | Calificare | Calificare | Finală       | Finală       |
| Atlet               | Probă    | Distanță   | Loc        | Distanță     | Loc          |
| ------------------- | -------- | ---------- | ---------- | ------------ | ------------ |
| Adrian Proteasa     | înălțime | 2,21       | 12         | 2,21         | 7            |
| Sorin Matei         | înălțime | 2,21       | 10         | 2,18         | 13           |
| Iosif Naghi         | disc     | 59,34      | 14         | nu a avansat | nu a avansat |
| Cornelia Popa       | înălțime | 1,88       | 11         | 1,88         | 8            |
| Florența Țacu       | disc     | 60,40      | 6          | 64,38        | 6            |
| Ileana Zörgö-Raduly | suliță   | 63,84      | 4          | 64,08        | 7            |

## Box
| Sportiv          | Probă         | Primul meci             | Al 2-lea meci        | Al 3-lea meci          | Sferturi               | Semifinale          | Finală            | Finală |
| Sportiv          | Probă         | Adversar Rezultat       | Adversar Rezultat    | Adversar Rezultat      | Adversar Rezultat      | Adversar Rezultat   | Adversar Rezultat | Loc    |
| ---------------- | ------------- | ----------------------- | -------------------- | ---------------------- | ---------------------- | ------------------- | ----------------- | ------ |
| Dumitru Șchiopu  | semimuscă     | Hammoude (SYR) C k.o.   | Juntumaa (FIN) C 4–1 | N/A                    | Byong-Uk (PRK) P 1–4   | Nu a avansat        | Nu a avansat      | =5     |
| Daniel Radu      | muscă         | N/A                     | Wallace (GBR) C 4–1  | N/A                    | Váradi (HUN) P 1–4     | Nu a avansat        | Nu a avansat      | =5     |
| Dumitru Cipere   | cocoș         | Behrendt (GDR) C 5–0    | Mutale (ZAM) C 5–0   | Czerwiński (POL) C 5–0 | Haceatrean (URS) C 4–1 | Piñango (VEN) P 2–3 | Nu a avansat      | 3      |
| Titi Cercel      | pană          | N/A                     | Gönczi (HUN) C 5–0   | Horta (CUB) P 0–5      | Nu a avansat           | Nu a avansat        | Nu a avansat      | =9     |
| Florin Livadaru  | semiușoară    | Haile (ETH) C DS        | Doyle (IRL) C AOL    | N/A                    | Adach (POL) P AOL      | Nu a avansat        | Nu a avansat      | =5     |
| Calistrat Cuțov  | ușoară        | Konakbaev (URS) P 0–5   | Nu a avansat         | N/A                    | Nu a avansat           | Nu a avansat        | Nu a avansat      | =17    |
| Ionel Budușan    | semimijlocie  | Davitt (IRL) C 5–0      | Marjamaa (FIN) C AOL | N/A                    | Szczerba (POL) P AOL   | Nu a avansat        | Nu a avansat      | =5     |
| Marcel Sîrba     | mijlocie mică | Vainonen (SWE) P 2–3    | Nu a avansat         | N/A                    | Nu a avansat           | Nu a avansat        | Nu a avansat      | =17    |
| Valentin Silaghi | mijlocie      | N/A                     | Thomas (GUY) C 5–0   | N/A                    | Kaylor (GBR) C 3–2     | Gómez (CUB) P 0–5   | Nu a avansat      | 3      |
| Georgică Donici  | semigrea      | Nanga-Ntsah (CMR) C AOL | N/A                  | N/A                    | Skrzecz (POL) P 1–4    | Nu a avansat        | Nu a avansat      | =5     |
| Teodor Pîrjol    | grea          | Damiani (ITA) P 1–4     | N/A                  | N/A                    | Nu a avansat           | Nu a avansat        | Nu a avansat      | =9     |

## Caiac canoe

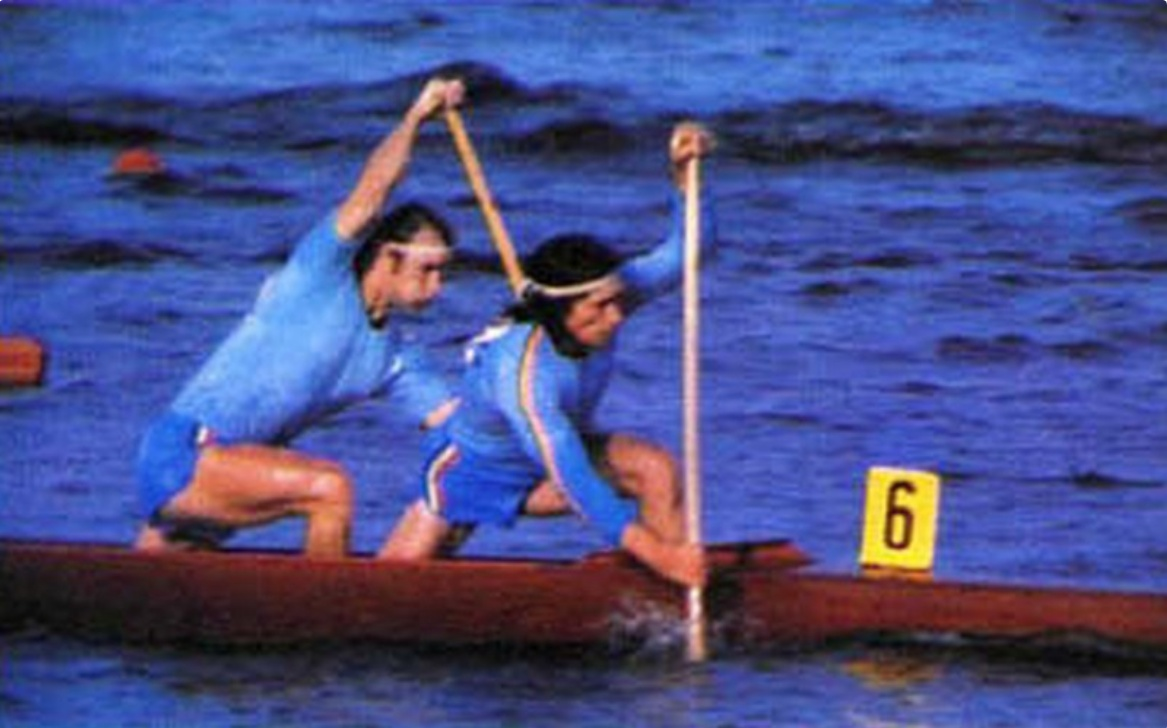
Toma Simionov și Ivan Patzaichin

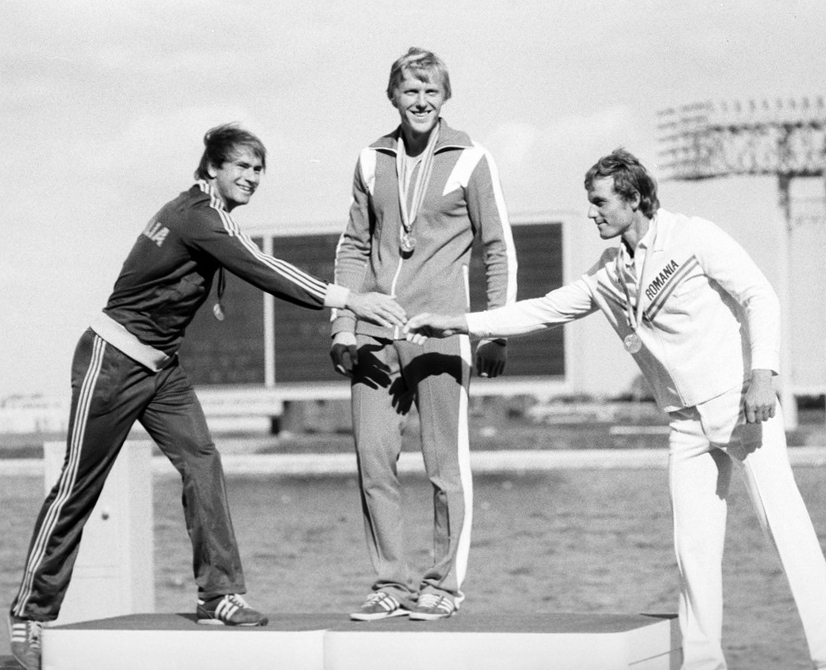
Vasile Dîba (la dreapta)

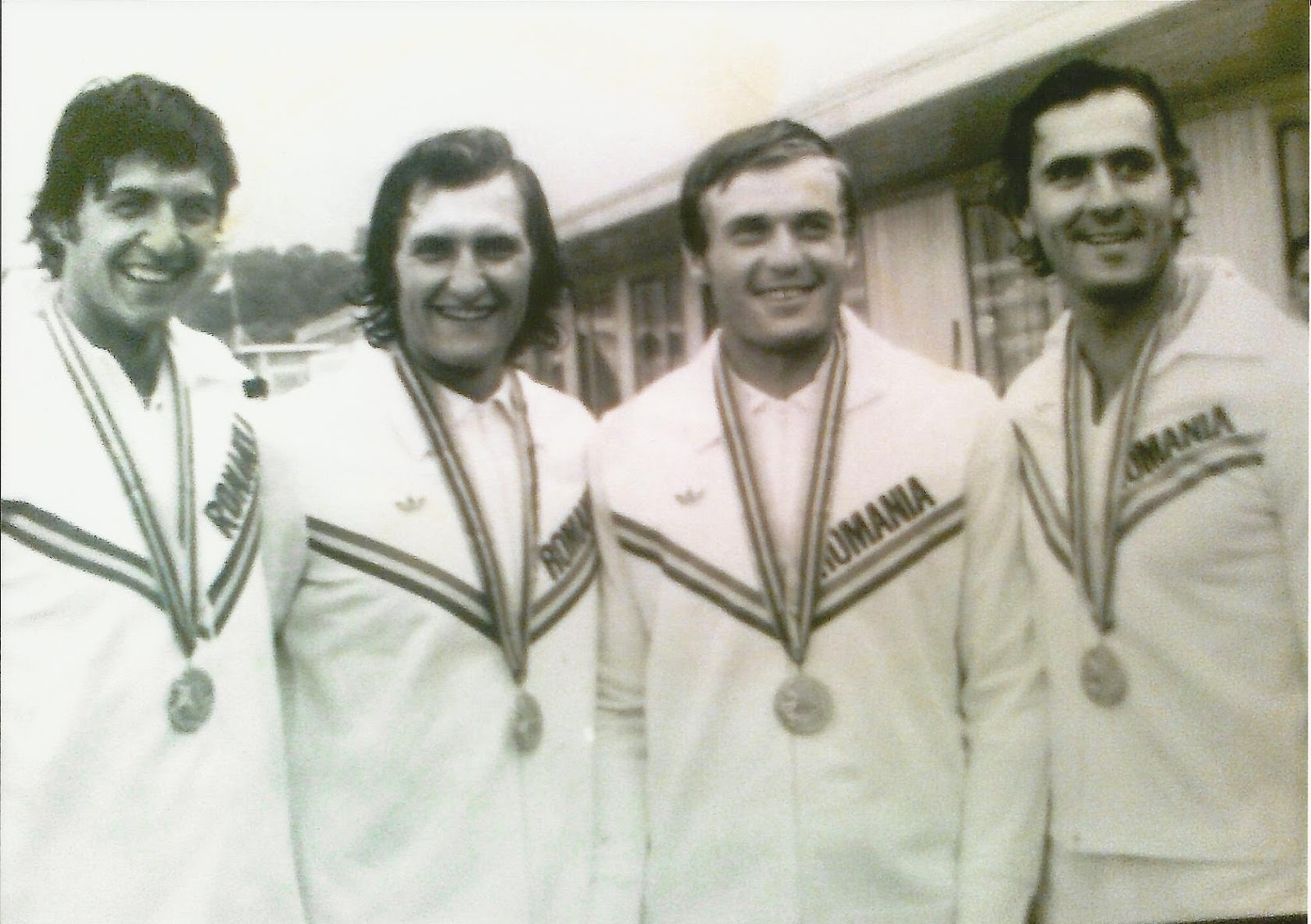
Ion Geantă, Nicușor Eșanu, Vasile Dîba și Mihai Zafiu

| Sportiv                                          | Probă      | Serie   | Serie | Recalificări | Recalificări | Semifinale | Semifinale | Finală  | Finală |
| Sportiv                                          | Probă      | Timp    | Loc   | Timp         | Loc          | Timp       | Loc        | Timp    | Loc    |
| ------------------------------------------------ | ---------- | ------- | ----- | ------------ | ------------ | ---------- | ---------- | ------- | ------ |
| Lipat Varabiev                                   | C-1 500 m  | 1:55,74 | 2     | N/A          | N/A          | N/A        | N/A        | 1:56,80 | 7      |
| Lipat Varabiev                                   | C-1 1000 m | 4:06,13 | 1     | N/A          | N/A          | N/A        | N/A        | 4:16,68 | 5      |
| Ivan Patzaichin Petre Capusta                    | C-2 500 m  | 1:42,24 | 2     | N/A          | N/A          | N/A        | N/A        | 1:44,12 | 2      |
| Ivan Patzaichin Toma Simionov                    | C-2 1000 m | 3:38,36 | 1     | N/A          | N/A          | N/A        | N/A        | 3:47,65 | 1      |
| Vasile Dîba                                      | K-1 500 m  | 1:45,5  | 2     | N/A          | N/A          | 1:45,71    | 2          | 1:44,90 | 3      |
| Ion Bîrlădeanu                                   | K-1 1000 m | 3:46,76 | 2     | N/A          | N/A          | 3:55,65    | 3          | 3:50,49 | 3      |
| Alexandru Giura Ion Bîrlădeanu                   | K-2 500 m  | 1:37,34 | 4     | 1:38,55      | 1            | 1:36,90    | 2          | 1:36,96 | 6      |
| Alexandru Giura Nicolae Țicu                     | K-2 1000 m | 3:26,50 | 3     | N/A          | N/A          | 3:37,00    | 2          | 3:28,94 | 4      |
| Mihai Zafiu Vasile Dîba Ion Geantă Nicușor Eșanu | K-4 1000 m | 3:08,69 | 6     | 3:09,63      | 1            | N/A        | N/A        | 3:15,35 | 2      |
| Maria Ștefan                                     | K-1 500 m  | 1:59,94 | 2     | N/A          | N/A          | N/A        | N/A        | 2:00,90 | 4      |
| Elisabeta Băbeanu Agafia Buhaev                  | K-2 500 m  | 1:48,04 | 2     | N/A          | N/A          | N/A        | N/A        | 1:48,04 | 4      |

## Canotaj

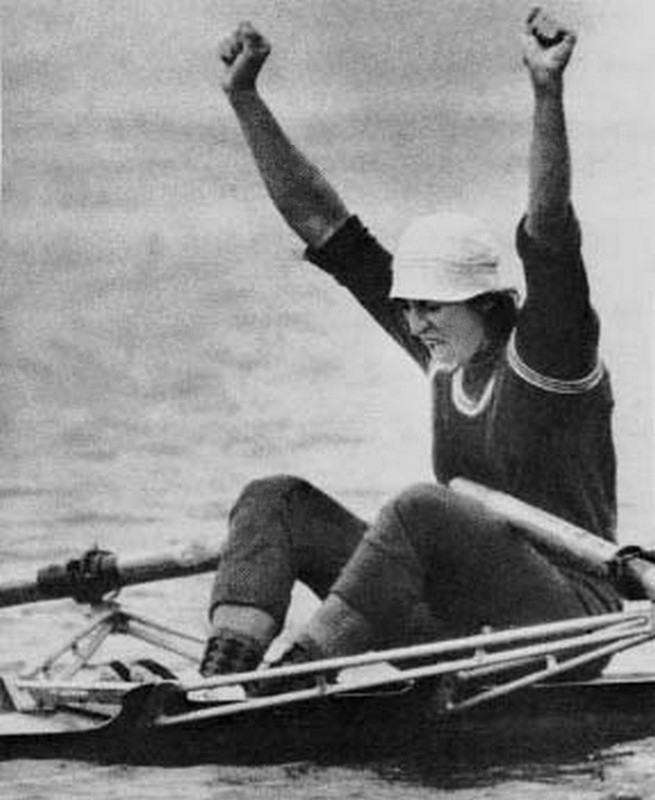
Sanda Toma

Masculin
| Sportivi                                                    | Probă                   | Serie   | Serie | Recalificări | Recalificări | Semifinale | Semifinale | Finală B | Finală B | Finală A | Finală A | Loc |
| Sportivi                                                    | Probă                   | Timp    | Loc   | Timp         | Loc          | Timp       | Loc        | Timp     | Loc      | Timp     | Loc      | Loc |
| ----------------------------------------------------------- | ----------------------- | ------- | ----- | ------------ | ------------ | ---------- | ---------- | -------- | -------- | -------- | -------- | --- |
| Constantin Postoiu Valer Toma                               | Dublu rame              | 7:30,90 | 2     | N/A          | N/A          | 6:52,70    | 3          | N/A      | N/A      | 6:53,49  | 4        | 4   |
| Petre Ceapura Gabriel Bularda Ladislau Lovrenschi (cârmaci) | Dublu rame cu cârmaci   | 7:50,12 | 1     | N/A          | N/A          | N/A        | N/A        | N/A      | N/A      | 7:07,17  | 4        | 4   |
| Daniel Voiculescu Carolică Ilieș Petru Iosub Nicolae Simion | Patru rame fără cârmaci | 6:32,74 | 2     | 6:13,31      | 2            | N/A        | N/A        | N/A      | N/A      | 6:19,45  | 5        | 5   |

Feminin
| Sportive | Probă                   | Serie   | Serie | Recalificări | Recalificări | Semifinale | Semifinale | Finală B | Finală B | Finală A | Finală A | Loc |
| Sportive | Probă                   | Timp    | Loc   | Timp         | Loc          | Timp       | Loc        | Timp     | Loc      | Timp     | Loc      | Loc |
| --- | ----------------------- | ------- | ----- | ------------ | ------------ | ---------- | ---------- | -------- | -------- | -------- | -------- | --- |
| Sanda Toma | Simplu vâsle            | 4:07,20 | 1     | N/A          | N/A          | 3:42,63    | 1          | N/A      | N/A      | 3:40,69  | 1        | 1   |
| Olga Homeghi Valeria Roșca | Dublu vâsle             | 3:27,70 | 2     | 3:21,74      | 3            | N/A        | N/A        | N/A      | N/A      | 3:18,91  | 3        | 3   |
| Florica Dospinescu Elena Oprea | Dublu rame fără cârmaci | 4:04,74 | 2     | 3:37,16      | 2            | N/A        | N/A        | N/A      | N/A      | 3:35,14  | 4        | 4   |
| Georgeta Mașca Florica Silaghi Maria Tănasă Valeria Cătescu Aneta Matei (cârmaci)                                                                   | Patru rame cu cârmaci   | 3:31,42 | 2     | 3:23,91      | 2            | N/A        | N/A        | N/A      | N/A      | 3:22,08  | 4        | 4   |
| Maria Macoviciuc Aneta Mihaly Sofia Banovici Mariana Zaharia Elena Giurcă (cârmaci)                                                                 | Patru vâsle cu cârmaci  | 3:23,33 | 1     | N/A          | N/A          | N/A        | N/A        | N/A      | N/A      | 3:16,82  | 4        | 4   |
| Angelica Aposteanu Marlena Zagoni Rodica Frîntu Florica Bucur Rodica Pușcatu Ana Iliuță Maria Constantinescu Elena Bondar Elena Dobrițoiu (cârmaci) | Opt rame cu cârmaci     | 3:16,21 | 2     | 3:10,24      | 1            | N/A        | N/A        | N/A      | N/A      | 3:05,63  | 3        | 3   |

## Ciclism
Șosea
| Sportiv          | Probă             | Timp          | Loc |
| ---------------- | ----------------- | ------------- | --- |
| Mircea Romașcanu | Cursă individuală | nu a terminat | –   |
| Teodor Vasile    | Cursă individuală | nu a terminat | –   |

## Echitație
| Concurent          | Cal     | Calificare | Calificare | Finală | Finală |
| Concurent          | Cal     | Puncte     | Loc        | Puncte | Loc    |
| ------------------ | ------- | ---------- | ---------- | ------ | ------ |
| Anghelache Donescu | Dor     | 1255       | 5          | 960    | 6      |
| Petre Roșca        | Derbist | 1015       | 12         | 741    | 11     |
| Dumitru Velicu     | Decebal | 1076       | 10         | 720    | 12     |

| Concurenți                                      | Puncte | Loc |
| ----------------------------------------------- | ------ | --- |
| Anghelache Donescu, Petre Roșca, Dumitru Velicu | 3.346  | 3   |

| Concurenți                                                                                                | Puncte | Loc |
| --- | ------ | --- |
| Alexandru Bozan (pe Prejmer), Dumitru Velea (pe Fudul), Dania Popescu (pe Sonor), Ioan Popa (pe Licurici) | 150,50 | 5   |

## Gimnastică
Masculin
| Sportiv            | Sol    | Sol | Sărituri | Sărituri | Paralele | Paralele | Bară   | Bară | Inele  | Inele | Cal cu mânere | Cal cu mânere | Compus  | Compus |
| Sportiv            | Puncte | Loc | Puncte   | Loc      | Puncte   | Loc      | Puncte | Loc  | Puncte | Loc   | Puncte        | Loc           | Puncte  | Loc    |
| ------------------ | ------ | --- | -------- | -------- | -------- | -------- | ------ | ---- | ------ | ----- | ------------- | ------------- | ------- | ------ |
| Dan Grecu          | 18,75  | =33 | 19,30    | =25      | 19,45    | 8        | 18,75  | =23  | 10,850 | 6     | 18,90         | =29           | 115,225 | =9     |
| Kurt Szilier       | 19,00  | 23  | 19,45    | =18      | 18,65    | =43      | 19,15  | 13   | 19,20  | 19    | 19,35         | =14           | 114,650 | 14     |
| Aurelian Georgescu | 19,15  | =15 | 19,50    | =15      | 19,15    | 17       | 18,50  | =37  | 18,95  | =25   | 18,50         | 41            | 114,075 | 18     |
| Sorin Cepoi        | 18,65  | =40 | 19,35    | =23      | 19,30    | =11      | 18,50  | =37  | 18,80  | =30   | 18,95         | 28            | 113,55  | 25     |
| Romulus Bucuroiu   | 18,45  | 46  | 19,30    | =25      | 18,65    | =43      | 18,15  | 51   | 18,85  | 29    | 19,35         | =14           | 112,75  | 32     |
| Nicolae Oprescu    | 18,65  | =40 | 19,10    | 39       | 18,90    | =32      | 18,80  | =21  | 19,30  | 16    | 18,20         | =47           | 112,95  | =28    |
| România            |        |     |          |          |          |          |        |      |        |       |               |               | 572,30  | 4      |

Feminin
| Sportivă          | Sol    | Sol | Sărituri | Sărituri | Paralele inegale | Paralele inegale | Bârnă  | Bârnă | Compus | Compus |
| Sportivă          | Puncte | Loc | Puncte   | Loc      | Puncte           | Loc              | Puncte | Loc   | Puncte | Loc    |
| ----------------- | ------ | --- | -------- | -------- | ---------------- | ---------------- | ------ | ----- | ------ | ------ |
| Nadia Comăneci    | 19.875 | =   | 19,350   | 5        | 19,45            | =20              | 19,800 | 1     | 79,075 | =      |
| Emilia Eberle     | 19,750 | 5   | 19,60    | =16      | 19,850           | 2                | 19,400 | 6     | 78,400 | 6      |
| Rodica Dunca      | 19,60  | =13 | 19,70    | =9       | 19,50            | =17              | 19,70  | 4*    | 78,350 | 17     |
| Cristina Grigoraș | 19,50  | =15 | 19,65    | =12      | 19,40            | =22              | 19,45  | =15   | 78,00  | =15    |
| Melitta Rühn      | 19,40  | =19 | 19,650   | 3        | 19,775           | =                | 19,40  | =17   | 78,30  | 13     |
| Dumitrița Turner  | 19,35  | =22 | 19,60    | =16      | 18,95            | =33              | 19,35  | 21    | 77,25  | 22     |
| România           |        |     |          |          |                  |                  |        |       | 393,50 | 2      |

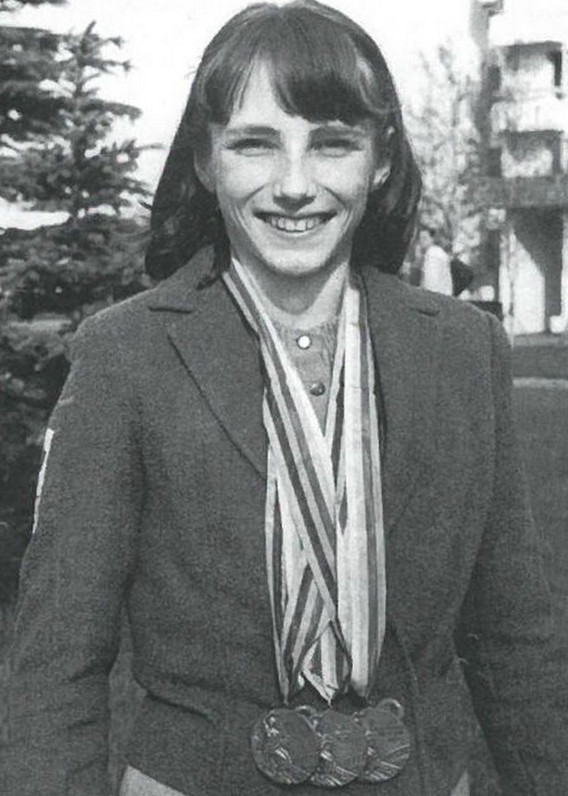
Melitta Rühn

* S-a calificat în finală dar nu a putut să concureze acolo deoarece au fost admise doar două gimnaste dintr-o singură țară.

## Haltere
| Sportiv            | Probă    | Smuls    | Smuls | Aruncat       | Aruncat       | Total         | Loc           |
| Sportiv            | Probă    | Rezultat | Loc   | Rezultat      | Loc           | Total         | Loc           |
| ------------------ | -------- | -------- | ----- | ------------- | ------------- | ------------- | ------------- |
| Gheorghe Maftei    | −56 kg   | 105,0    | =8    | 142,5         | 7             | 247,5         | 7             |
| Petre Pavel        | −56 kg   | 105,0    | =8    | 140,0         | =8            | 245,0         | 8             |
| Gelu Radu          | −60 kg   | 115,0    | =8    | 150,0         | =6            | 265,0         | 8             |
| Constantin Chiru   | −60 kg   | FR       | –     | nu a terminat | nu a terminat | nu a terminat | nu a terminat |
| Virgil Dociu       | −67,5 kg | 140,0    | =6    | 170,0         | 8             | 310,0         | 8             |
| Dragomir Cioroslan | −75 kg   | 140,0    | 7     | 182,5         | =4            | 322,5         | 5             |
| Petre Dumitru      | −82,5 kg | 155,0    | =5    | FR            | –             | nu a terminat | nu a terminat |
| Vasile Groapă      | −90 kg   | 160,0    | =6    | 195,0         | =7            | 355,0         | 7             |
| Ștefan Tașnadi     | −110 kg  | 165,0    | =6    | 195,0         | 6             | 360,0         | 6             |
| Marin Parapancea   | +110 kg  | FR       | –     | nu a terminat | nu a terminat | nu a terminat | nu a terminat |

## Handbal
Echipa
| - Nicolae Munteanu - Claudiu Ionescu - Marian Dumitru - Vasile Stîngă - Radu Voina - Ștefan Birtalan - Alexandru Fölker - Neculai Vasilcă - Iosif Boroș - Maricel Voinea - Cornel Durău - Adrian Cosma - Cezar Drăgăniță - Lucian Vasilache |

| Echipă  | Probă            | Faza grupelor    | Faza grupelor     | Faza grupelor        | Faza grupelor               | Faza grupelor     | Faza grupelor | Finală mică       | Finală mică |
| Echipă  | Probă            | Adversar Scor    | Adversar Scor     | Adversar Scor        | Adversar Scor               | Adversar Scor     | Loc           | Adversar Scor     | Loc         |
| ------- | ---------------- | ---------------- | ----------------- | -------------------- | --------------------------- | ----------------- | ------------- | ----------------- | ----------- |
| România | Turneul masculin | Kuweit · C 32-12 | Algeria · C 26-18 | Iugoslavia · P 21-23 | Uniunea Sovietică · C 22-19 | Elveția · C 18-16 | 2             | Ungaria · C 20-18 | 3           |

## Judo
| Sportiv            | Probă              | Primul tur        | Sferturi de finală   | Semifinale        | Recalificări         | Recalificări      | Finală            | Loc |
| Sportiv            | Probă              | Adversar Rezultat | Adversar Rezultat    | Adversar Rezultat | Adversar Rezultat    | Adversar Rezultat | Adversar Rezultat | Loc |
| ------------------ | ------------------ | ----------------- | -------------------- | ----------------- | -------------------- | ----------------- | ----------------- | --- |
| Arpad Szabo        | −60 kg             | Arndt (GDR) P     | Nu a avansat         | Nu a avansat      | Nu a avansat         | Nu a avansat      | Nu a avansat      | =19 |
| Constantin Niculae | −65 kg             | Onmura (BRA) P    | Nu a avansat         | Nu a avansat      | Nu a avansat         | Nu a avansat      | Nu a avansat      | =19 |
| Cornel Roman       | −71 kg             | Myllylä (FIN) P   | Nu a avansat         | Nu a avansat      | Nu a avansat         | Nu a avansat      | Nu a avansat      | =19 |
| Mircea Frățică     | −78 kg             | Gyáni (HUN) C     | PAS                  | Alberto (BRA) C   | Habareli (URS) P     | Heinke (GDR) P    | Nu a avansat      | =5  |
| Mihalache Toma     | −86 kg             | PAS               | Jong-Chol (PRK) C    | Carmona (BRA) P   | Nu a avansat         | Nu a avansat      | Nu a avansat      | =10 |
| Daniel Radu        | −95 kg             | PAS               | Hubuluri (URS) P     | N/A               | Nowakowski (POL) C   | Lorenz (GDR) P    | Nu a avansat      | =7  |
| Mihai Cioc         | +95 kg             | PAS               | Paul Radburn (GBR) P | Nu a avansat      | Nu a avansat         | Nu a avansat      | Nu a avansat      | =10 |
| Pavel Drăgoi       | categorie deschisă | PAS               | Lorenz (GDR) P       | N/A               | Tsend-Ayuush (MGL) P | Nu a avansat      | Nu a avansat      | =7  |

## Lupte
Masculin greco-roman
| Sportiv              | Probă        | Primul meci        | Al 2-lea meci     | Al 3-lea meci     | Al 4-lea meci      | Al 5-lea meci      | Al 6-lea meci     | Al 7-lea meci     | Loc |
| Sportiv              | Probă        | Adversar Rezultat  | Adversar Rezultat | Adversar Rezultat | Adversar Rezultat  | Adversar Rezultat  | Adversar Rezultat | Adversar Rezultat | Loc |
| -------------------- | ------------ | ------------------ | ----------------- | ----------------- | ------------------ | ------------------ | ----------------- | ----------------- | --- |
| Constantin Alexandru | semimuscă    | Ușkempirov (URS) P | Nakdali (SYR) C   | Olvera (MEX) C    | Hristov (BUL) C    | Seres (HUN) C      | N/A               | N/A               | 2   |
| Nicu Gingă           | muscă        | Wróblewski (POL) C | Rácz (HUN) E      | Jelínek (POL) C   | Mladenov (BUL) P   | nu a avansat       | nu a avansat      | N/A               | 4   |
| Mihai Boțilă         | cocoș        | Nakdali (SYR) C    | Serikov (URS) P   | Ukkola (FIN) C    | Caltabiano (ITA) C | Lipień (POL) P     | nu a avansat      | nu a avansat      | 4   |
| Ion Păun             | pană         | Malmkvist (SWE) P  | Frgić (YUG) P     | nu a avansat      | nu a avansat       | nu a avansat       | nu a avansat      | N/A               |     |
| Ștefan Rusu          | ușoară       | Atanasov (BUL) C   | Sipilä (FIN) C    | Čaba (YUG) C      | Hartmann (AUT) C   | Nalbandean (URS) C | Supron (POL) C    | Skiöld (SWE) C    | 1   |
| Gheorghe Minea       | semimijlocie | Shihad (IRQ) C     | Dziadura (POL) P  | PAS               | Kocsis (HUN) C     | nu a avansat       | nu a avansat      | nu a avansat      | 7   |
| Ion Draica           | mijlocie     | Dołgowicz (POL) E  | Andersson (SWE) E | nu a avansat      | nu a avansat       | nu a avansat       | nu a avansat      | N/A               |     |
| Petre Dicu           | semigrea     | Pitschmann (AUT) E | Kanâghin (URS) E  | Nikolov (BUL) C   | Horschel (GDR) C   | Andersson (SWE) C  | Növényi (HUN) P   | N/A               | 3   |
| Vasile Andrei        | grea         | Memišević (YUG) C  | Balboșin (URS) C  | Bierła (POL) P    | Raikov (BUL) P     | nu a avansat       | N/A               | N/A               | 3   |
| Roman Codreanu       | supergrea    | Kolcinski (URS) P  | Galiński (POL) C  | Tomov (BUL) P     | nu a avansat       | nu a avansat       | nu a avansat      | N/A               | 7   |

Masculin stil liber
| Sportiv          | Probă        | Primul meci       | Al 2-lea meci     | Al 3-lea meci      | Al 4-lea meci       | Al 5-lea meci     | Al 6-lea meci     | Al 7-lea meci     | Loc |
| Sportiv          | Probă        | Adversar Rezultat | Adversar Rezultat | Adversar Rezultat  | Adversar Rezultat   | Adversar Rezultat | Adversar Rezultat | Adversar Rezultat | Loc |
| ---------------- | ------------ | ----------------- | ----------------- | ------------------ | ------------------- | ----------------- | ----------------- | ----------------- | --- |
| Gheorghe Rașovan | semimuscă    | Singh (IND) P     | Bíró (HUN) C      | Falandys (POL) P   | nu a avansat        | nu a avansat      | nu a avansat      | nu a avansat      | 8   |
| Petre Ciarnău    | muscă        | Stecyk (POL) P    | Szabó (HUN) P     | nu a avansat       | nu a avansat        | nu a avansat      | nu a avansat      | nu a avansat      |     |
| Aurel Neagu      | cocoș        | Oyuunbold (MGL) P | Halilula (AFG) C  | PAS                | Ho-Pyong (PRK) P    | nu a avansat      | nu a avansat      | nu a avansat      | 5   |
| Aurel Șuteu      | pană         | PAS               | Abușev (URS) P    | Aspen (URS) C      | Nasanjargal (MGL) C | Dukov (BUL) P     | N/A               | nu a avansat      | 5   |
| Octavian Dușa    | ușoară       | Admane (ALG) C    | Faris (IRQ) C     | Absaidov (URS) P   | Probst (GDR) P      | nu a avansat      | nu a avansat      | nu a avansat      | 6   |
| Marin Pîrcălabu  | semimijlocie | Niccolini (ITA) P | Brötzner (AUT) C  | Davaajav (MGL) P   | nu a avansat        | nu a avansat      | nu a avansat      | nu a avansat      |     |
| Vasile Țigănaș   | mijlocie     | Düvchin (MGL) P   | Abilov (BUL) P    | nu a avansat       | nu a avansat        | nu a avansat      | nu a avansat      | nu a avansat      |     |
| Ion Ivanov       | semigrea     | Neupert (GDR) P   | Peache (GBR) C    | Gómez (CUB) C      | Ghinov (BUL) P      | nu a avansat      | nu a avansat      | nu a avansat      | 7   |
| Vasile Pușcașu   | grea         | Andersson (SWE) C | Büttner (GDR) P   | Bayanmönkh (MGL) C | Strnisko (POL) P    | nu a avansat      | nu a avansat      | nu a avansat      | 6   |
| Andrei Ianko     | supergrea    | Diba (SYR) C      | Balla (HUN) P     | PAS                | Sandurski (POL) P   | nu a avansat      | nu a avansat      | N/A               | 5   |

## Natație
| Sportiv                                                          | Probă         | Serie   | Serie | Semifinale   | Semifinale   | Finală       | Loc |
| Sportiv                                                          | Probă         | Timp    | Loc   | Timp         | Loc          | Timp         | Loc |
| ---------------------------------------------------------------- | ------------- | ------- | ----- | ------------ | ------------ | ------------ | --- |
| Mihai Mandache                                                   | 100 m spate   | 1:00,26 | 5     | nu a avansat | nu a avansat | nu a avansat | 22  |
| Mihai Mandache                                                   | 200 m spate   | 2:07,97 | 6     | N/A          | N/A          | nu a avansat | 18  |
| Irinel Pănulescu                                                 | 200 m liber   | 2:09,94 | 6     | N/A          | N/A          | nu a avansat | 20  |
| Irinel Pănulescu                                                 | 400 m mixt    | 5:07,74 | 6     | N/A          | N/A          | nu a avansat | 14  |
| Carmen Bunaciu                                                   | 100 m spate   | 1:03,25 | 1     | N/A          | N/A          | 1:03,81      | 4   |
| Carmen Bunaciu                                                   | 200 m spate   | 2:15,88 | 2     | N/A          | N/A          | 2:15,20      | 4   |
| Brigitte Prass                                                   | 100 m spate   | 1:15,10 | 5     | N/A          | N/A          | nu a avansat | 17  |
| Brigitte Prass                                                   | 200 m spate   | 2:39,90 | 6     | N/A          | N/A          | nu a avansat | 15  |
| Mariana Paraschiv                                                | 100 m fluture | 1:05,34 | 5     | N/A          | N/A          | nu a avansat | 19  |
| Mariana Paraschiv                                                | 400 m mixt    | 5:04,56 | 4     | N/A          | N/A          | nu a avansat | 13  |
| Carmen Bunaciu Brigitte Prass Mariana Paraschiv Irinel Pănulescu | 4x100 m mixt  | 4:24,08 | 4     | N/A          | N/A          | 4:21,27      | 7   |

## Navigație

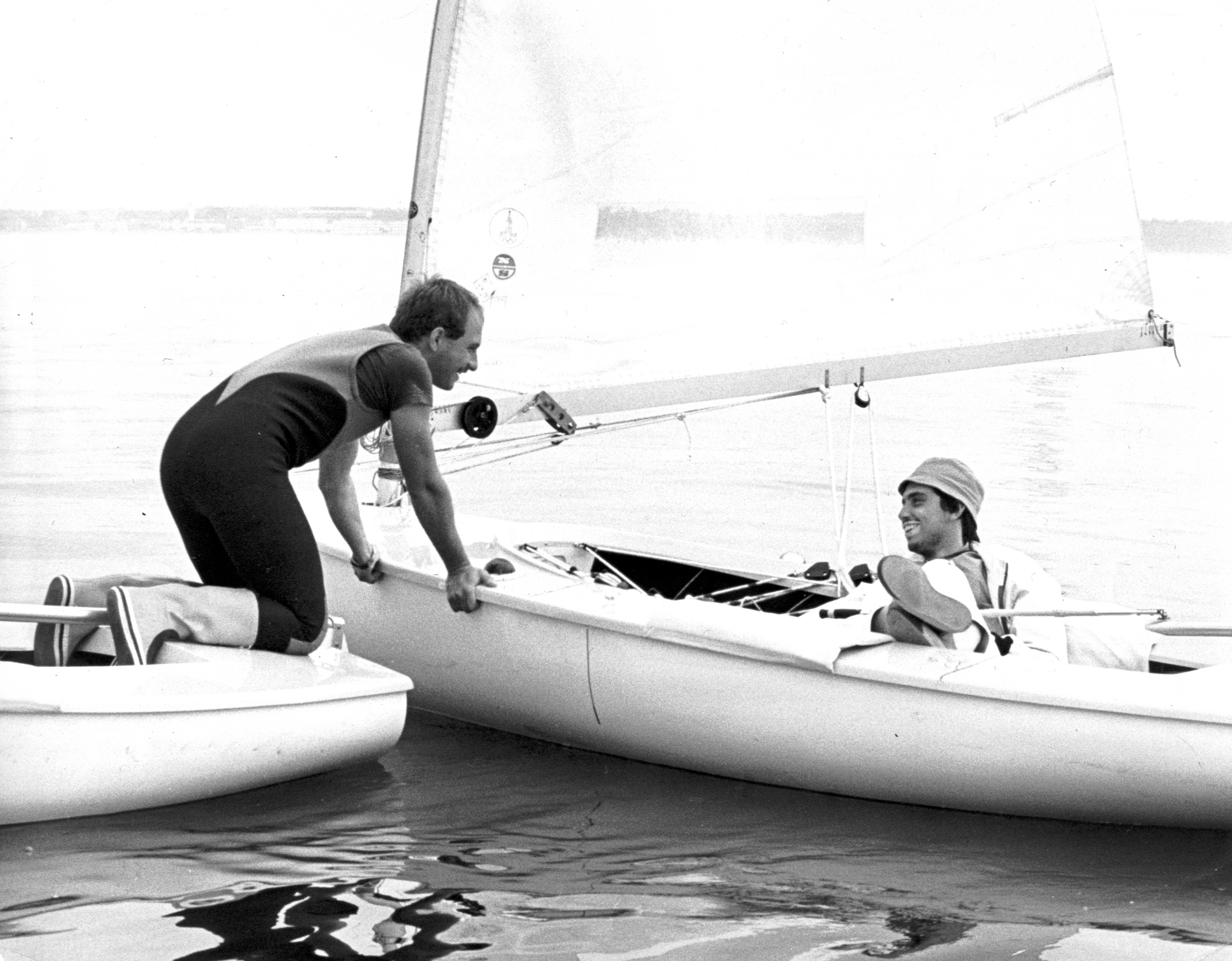
Mihai Butucaru (la stânga)

| Sportiv                         | Probă           | Cursă | Cursă | Cursă | Cursă | Cursă | Cursă | Cursă | Puncte | Loc |
| Sportiv                         | Probă           | 1     | 2     | 3     | 4     | 5     | 6     | 7     | Puncte | Loc |
| ------------------------------- | --------------- | ----- | ----- | ----- | ----- | ----- | ----- | ----- | ------ | --- |
| Mihai Butucaru                  | Finn            | 10    | 19    | 18    | 10    | 13    | 19    | 8     | 114,0  | 15  |
| Mircea Carp Adrian Arendt       | Flying Dutchman | 12    | 12    | 13    | 11    | 13    | 14    | 13    | 110,0  | 13  |
| Andrei Chiliman Catalin Luchian | Tornado         | 10    | 11    | 11    | 10    | 11    | 9     | 11    | 98,0   | 11  |

## Pentatlon modern
| Sportiv         | Probă               | Echitație | Echitație | Scrimă | Scrimă | Tir    | Tir | Natație | Natație | Alergare | Alergare | Total  | Loc |
| Sportiv         | Probă               | Puncte    | Loc       | Puncte | Loc    | Puncte | Loc | Puncte  | Loc     | Puncte   | Loc      | Total  | Loc |
| --------------- | ------------------- | --------- | --------- | ------ | ------ | ------ | --- | ------- | ------- | -------- | -------- | ------ | --- |
| Dumitru Spîrlea | individual masculin | 1100      | 4         | 844    | =13    | 912    | =31 | 1184    | 13      | 1018     | 35       | 5058   | 22  |
| Gyula Galovici  | individual masculin | 954       | 38        | 766    | =21    | 1022   | =13 | 1088    | 35      | 1105     | 16       | 4935   | 27  |
| Cezar Răducanu  | individual masculin | 1010      | 25        | 652    | 37     | 516    | 43  | 1216    | 9       | 1003     | 36       | 4397   | 41  |
| România         | echipe              |           |           |        |        |        |     |         |         |          |          | 14.390 | 11  |

## Polo pe apă
Echipa
| - Doru Spînu - Vasile Ungureanu - Dorin Costraș - Adrian Nastasiu - Dinu Popescu - Claudiu Rusu - Ilie Slăvei - Liviu Răducanu - Viorel Rus - Adrian Schervan - Florin Slăvei |

| Echipă  | Probă            | Faza grupelor preliminare | Faza grupelor preliminare | Faza grupelor preliminare | Faza grupelor preliminare | Locurile 7-12 | Locurile 7-12   | Locurile 7-12 | Locurile 7-12   | Locurile 7-12 | Locurile 7-12 |
| Echipă  | Probă            | Adversar Scor             | Adversar Scor             | Adversar Scor             | Loc                       | Adversar Scor | Adversar Scor   | Adversar Scor | Adversar Scor   | Adversar Scor | Loc           |
| ------- | ---------------- | ------------------------- | ------------------------- | ------------------------- | ------------------------- | ------------- | --------------- | ------------- | --------------- | ------------- | ------------- |
| România | Turneul masculin | Hungaria E 6-6            | Grecia C 6-4              | Țările de Jos P 3-5       | 3                         | Italia P 3-5  | Australia E 4-4 | Suedia C 8-3  | Bulgaria C 10-6 | Grecia C 11-8 | 9             |

## Sărituri în apă
| Atlet            | Probă              | Calificare | Calificare | Finală       | Finală       |
| Atlet            | Probă              | Puncte     | Loc        | Puncte       | Loc          |
| ---------------- | ------------------ | ---------- | ---------- | ------------ | ------------ |
| Alex Bagiu       | 3 metri trambulină | 427,350    | 23         | nu a avansat | nu a avansat |
| Alex Bagiu       | 10 metri platformă | 436,020    | 13         | nu a avansat | nu a avansat |
| Ruxandra Hociotă | 3 metri trambulină | 389,100    | 15         | nu a avansat | nu a avansat |
| Liliana Cîrstea  | 3 metri trambulină | 354,330    | 23         | nu a avansat | nu a avansat |

## Scrimă
18 scrimeri români au participat la 8 probe.
| Floretă masculin                                                                             |
| -------------------------------------------------------------------------------------------- |
| Petru Kuki: locul 6 Mihai Țiu: locul 25 Tudor Petruș: locul 35                               |
| Floretă masculin pe echipe                                                                   |
| Petru Kuki, Tudor Petruș, Anton Pongratz, Sorin Roca, Mihai Țiu: locul 5                     |
| Floretă feminin                                                                              |
| Ecaterina Stahl-Iencic: locul 4 Marcela Zsak: locul 21 Suzana Ardeleanu: locul 24            |
| Floretă feminin pe echipe                                                                    |
| Suzana Ardeleanu, Aurora Dan, Ecaterina Stahl-Iencic, Marcela Zsak, Viorica Țurcanu: locul 9 |
| Spadă masculin                                                                               |
| Ioan Popa: locul 6 Anton Pongratz: locul 19 Octavian Zidaru: locul 26                        |
| Spadă masculin pe echipe                                                                     |
| Costică Bărăgan, Petru Kuki, Anton Pongratz, Ioan Popa, Octavian Zidaru: locul 4             |
| Sabie masculin                                                                               |
| Cornel Marin: locul 9 Ioan Pop: locul 13 Marin Mustață: locul 22                             |
| Sabie masculin pe echipe                                                                     |
| Cornel Marin, Marin Mustață, Alexandru Nilca, Ion Pantelimonescu, Ioan Pop: locul 5          |

## Tir

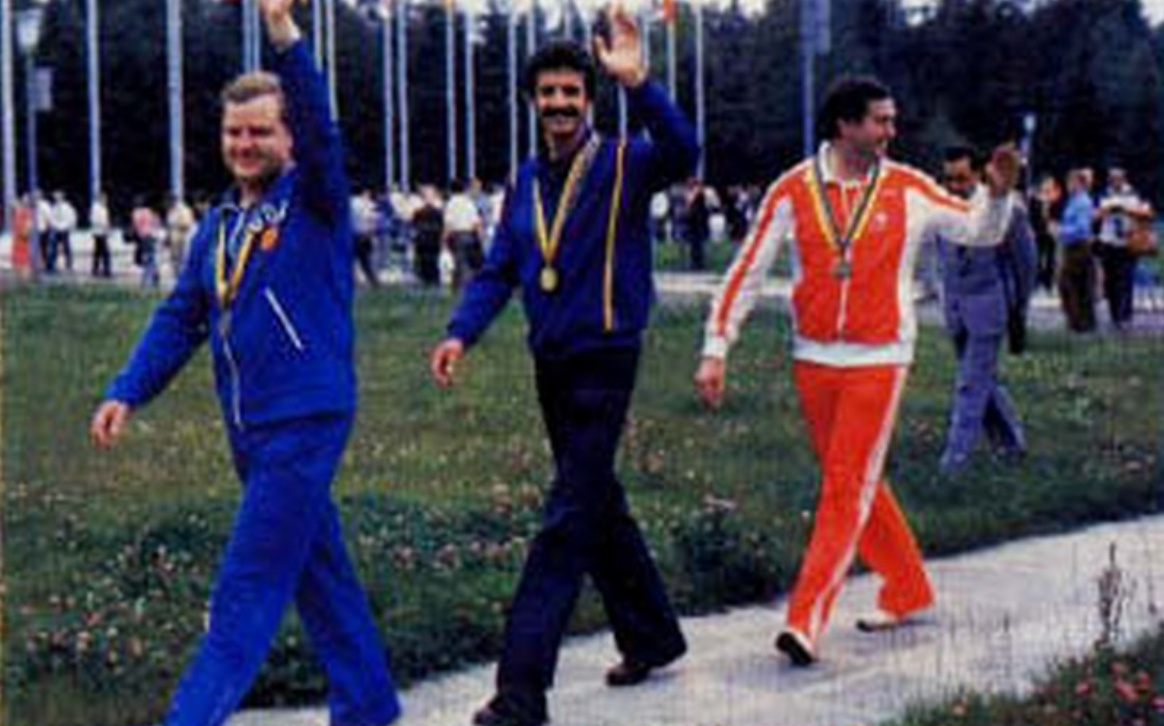
Corneliu Ion (în mijloc)

La proba de pistol-viteză românul Corneliu Ion, Jürgen Wiefel (RDG) și Gerhard Petritsch (Austria) s-au aflat la egalitate de puncte. Corneliu Ion a obținut medalia de aur după susținerea unui baraj.
| Sportiv      | Probă                                  | Puncte | Loc |
| ------------ | -------------------------------------- | ------ | --- |
| Corneliu Ion | Pistol viteză 25 m                     | 596    | 1   |
| Marin Stan   | Pistol viteză 25 m                     | 595    | 7   |
| Dan Iuga     | pistol liber 50 m                      | 555    | 17  |
| Mircea Ilca  | armă liberă calibru redus 50 m, culcat | 596    | =11 |
| Ioan Toman   | skeet                                  | 192    | =19 |

## Tir cu arcul
| Sportiv       | Probă               | Prima rundă | Prima rundă | Runda a II-a | Runda a II-a | Total  | Total |
| Sportiv       | Probă               | Puncte      | Loc         | Puncte       | Loc          | Puncte | Loc   |
| ------------- | ------------------- | ----------- | ----------- | ------------ | ------------ | ------ | ----- |
| Andrei Berki  | Individual masculin | 1200        | 15          | 1189         | 15           | 2389   | 15    |
| Mihai Bîrzu   | Individual masculin | 1146        | 26          | 1134         | 24           | 2280   | 25    |
| Aurora Chin   | Individual feminin  | 1174        | 9           | 1145         | 17           | 2319   | 13    |
| Terezia Preda | Individual feminin  | 1097        | 22          | 1098         | 26           | 2195   | 24    |

## Volei

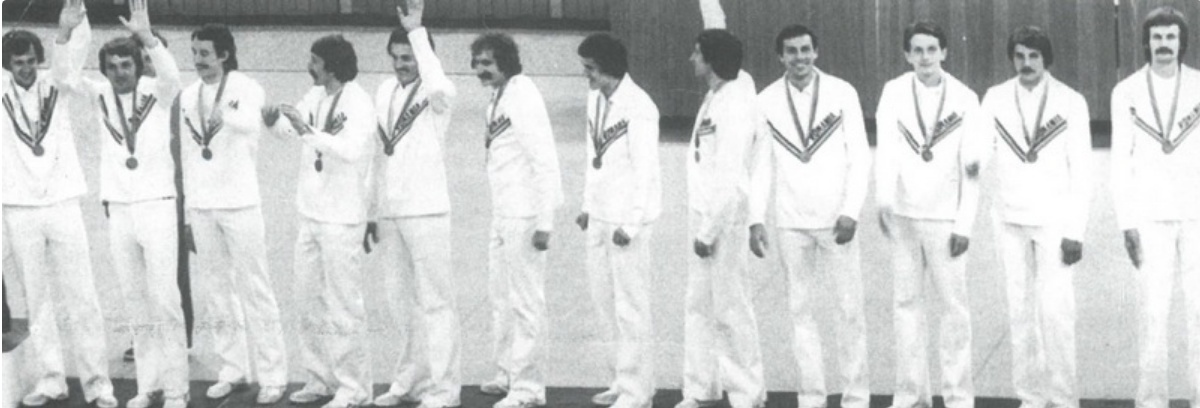
Echipa masculina de volei

Echipa
| - Corneliu Oros - Laurențiu Dumănoiu - Dan Gîrleanu - Nicu Stoian - Sorin Macavei - Constantin Sterea - Neculae Pop - Günther Enescu - Corneliu Chifu - Marius Chițiga | - Florin Mina (r) - Viorel Manole (r) |

- Antrenor: Nicolae Sotir

| Echipă  | Probă            | Faza grupelor preliminare | Faza grupelor preliminare | Faza grupelor preliminare | Faza grupelor preliminare | Faza grupelor preliminare | Semifinală              | Finală mică   | Loc |
| Echipă  | Probă            | Adversar Scor             | Adversar Scor             | Adversar Scor             | Adversar Scor             | Loc                       | Adversar Scor           | Adversar Scor | Loc |
| ------- | ---------------- | ------------------------- | ------------------------- | ------------------------- | ------------------------- | ------------------------- | ----------------------- | ------------- | --- |
| România | Turneul masculin | Libia C 3-0               | Polonia P 1-3             | Brazilia C 3-1            | Yugoslavia C 3-1          | 2                         | Uniunea Sovietică P 0-3 | Polonia C 3-1 | 3   |

Echipa
| - Victoria Banciu - Gabriela Coman - Ileana Dobrovschi - Iuliana Enescu - Corina Georgescu - Victoria Georgescu - Mariana Ionescu - Irina Petculeț - Elena Piron - Doina Săvoiu | - Ioana Liteanu (r) - Corina Crivăț (r) |

| Echipă  | Probă           | Faza grupelor preliminare | Faza grupelor preliminare | Faza grupelor preliminare | Faza grupelor preliminare | Locurile 5-8  | Locurile 5-8   | Loc |
| Echipă  | Probă           | Adversar Scor             | Adversar Scor             | Adversar Scor             | Loc                       | Adversar Scor | Adversar Scor  | Loc |
| ------- | --------------- | ------------------------- | ------------------------- | ------------------------- | ------------------------- | ------------- | -------------- | --- |
| România | Turneul feminin | Bulgaria P 1-3            | Ungaria C 3-2             | Brazilia C 3-2            | 3                         | Peru P 0-3    | Brazilia P 0-3 | 8   |

## Legături externe
Materiale media legate de România la Jocurile Olimpice de vară din 1980 la Wikimedia Commons
- Echipa olimpică a României Arhivat în 5 noiembrie 2021, la Wayback Machine. la Comitetul Olimpic si Sportiv Român
- en  Romania at the 1980 Summer Olympics la Olympedia.org